# Carolina Herrera
María Carolina Josefina Pacanins y Niño, née le 8 janvier 1939 à Caracas (Venezuela) et devenue Carolina Herrera après son mariage avec Reinaldo Herrera, est une styliste vénézuélienne. Elle fonde la compagnie portant son nom en 1980.  Elle porte le titre de Marquise Consort de Torre Casa par son mariage,.

## Biographie

### Vie de famille
Elle nait dans une famille aisée du Venezuela ; fille de Guillermo Pacanis Acevedo, aviateur et gouverneur de Caracas entre 1950 et 1958, et de María Cristina Niño Passios. Habituée aux fêtes et aux galas, sa grand-mère l'emmène à un défilé de mode de Balenciaga à l'âge de treize ans. Elle épouse le Vénézuélien Guillermo Behrens Tello à l'âge de dix-huit ans, avec lequel elle a ses deux premières filles, Mercedes et Ana Luisa. Après son divorce, elle épouse en 1969 l'aristocrate vénézuélien Reinaldo Herrera, rédacteur en chef du magazine Vanity Fair, avec qui elle a deux autres filles, Carolina Adriana et Patricia Cristina. En 1971, à l'âge de 32 ans, elle figure déjà sur la liste des femmes les mieux habillées du monde. 
En 1965, elle travaille comme publiciste pour la boutique Emilio Pucci à Caracas, et est l'ambassadrice de la marque.
Carolina Adriana, la troisième de ses quatre filles, est sa plus proche collaboratrice et est l'image de plusieurs de ses parfums.
En 2009, Herrera obtient la citoyenneté américaine.

### Carrière professionnelle
À l'âge de 42 ans, elle décide d'entrer dans le monde de la mode, devenant une créatrice de mode internationalement reconnue.
Elle produit sa première collection de mode en 1981 - encouragée par l'ancienne rédactrice de mode de Harper's Bazaar et directrice de Vogue, Diana Vreeland - et est accueillie avec beaucoup d'enthousiasme par la presse et le public féminin. Elle décide ensuite de s'installer avec sa famille à New York et fonde Carolina Herrera, Ltd. L'entreprise devient rapidement une référence en matière de luxe et d'exclusivité.
En 1980, Carolina Herrera fonde son empire avec un grand succès international. Établie à New York depuis 1981 (son premier défilé a lieu au Metropolitan Club (en) et est un succès). Son empire grandit rapidement et efficacement lorsqu'elle commence à créer les robes de Jacqueline Onassis, qu'elle habille pendant les douze dernières années de sa vie.
Dans les années 1980, elle conclut un accord avec la compagnie Puig pour la création et commercialisation de tous ses parfums. En 1995, cette entreprise intègre la section de prêt-à-porter de la créatrice.
Andy Warhol réalise un portrait d'elle, qu'elle achète en lui donnant une minaudière en or et diamants de chez Van Cleef & Arpels.

## Prix

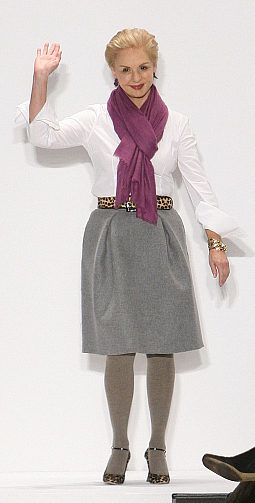
Carolina Herrera en 2008.

Carolina Herrera a obtenu plusieurs prix tels que :
- En 2008, le prix Geoffrey Beene du Conseil des créateurs de mode américains
- Mère de l'année 2006. American Cancer Society. New York
- FiFi Awards « Hall of Fame » en 2005.
- Médaille d'or du mérite des beaux-arts par le Ministère de l'Éducation, de la Culture et des Sports espagnol (2004)[9].
- Meilleure créatrice de vêtements féminins de l'année 2004 aux États-Unis CFDA
- Créatrice Internationale de l'année 1999. Telva Magazine
- Médaille d'or du Spanish Institute de New York 1997
- Prix pour une décennie de Création Artistique (1991). Association de Créateurs hispaniques des États-Unis

### Article de presse
- Chiara Clemente, « Carolina Herrera », L'Officiel, Éditions Jalou, no 976,‎ juin-juillet 2013, p. 36 à 39 (ISSN 0030-0403) Interview de Carolina Herrera expliquant « comment, pour elle, tout a commencé. »